# マードル・フェレンツ

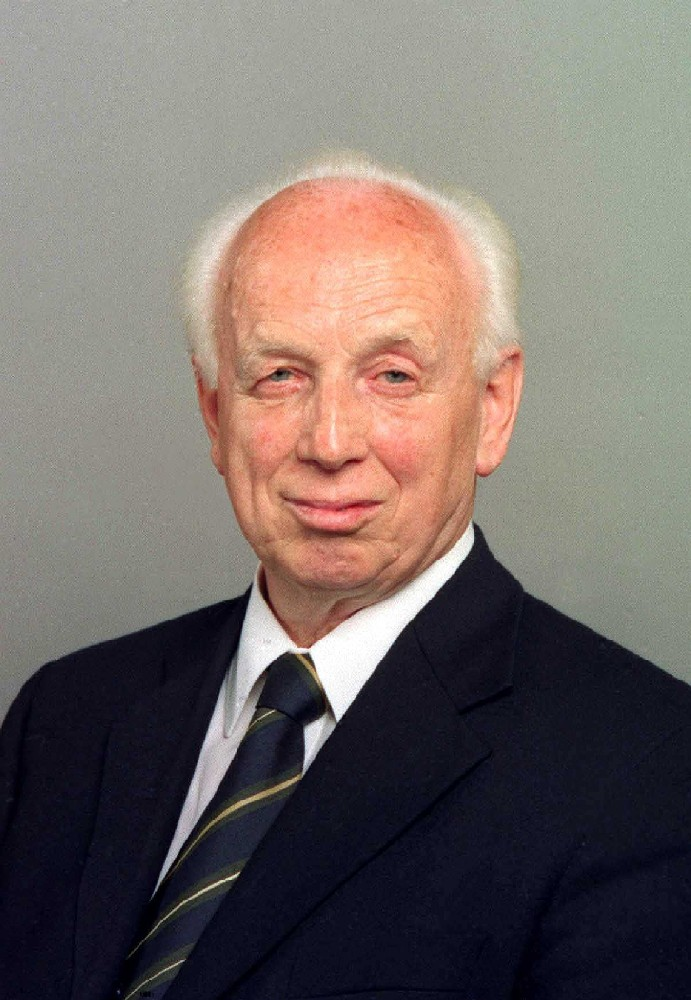
マードル・フェレンツ

マードル・フェレンツ（Mádl Ferenc, 1931年1月29日 - 2011年5月29日）は、ハンガリーの政治家。2000年から2005年まで大統領を務めた。民法、商法、国際経済関係法などの専門家で、ハンガリー科学アカデミーの会員。1973年から2000年までブダペシュト大学教授を務めた。学者出身の大統領として知られた。

## 経歴
1990年から1992年まで無任所相、1992年から1994年まで文化・教育相を務めた。2000年6月6日に議会がゲンツ大統領の後任として大統領に選出し、8月4日に就任した。
2011年5月29日に死去した。80歳没。